# Resolutie 1944 Veiligheidsraad Verenigde Naties
Resolutie 1944 van de Veiligheidsraad van de Verenigde Naties werd op 14 oktober 2010 met unanimiteit van stemmen aangenomen. De resolutie verlengde de vredesmacht in Haïti met een jaar.

## Achtergrond
Haïti werd al sedert de jaren 1990 geplaagd door politieke chaos, corruptie en rebellen. In 2004 stuurde de VN de MINUSTAH-vredesmacht naar het land om de orde te handhaven.
In de jaren 2000 werd het land bovendien veelvuldig getroffen door natuurrampen. Zo bracht een zware aardbeving het land, alsook de aanwezige VN-troepen, op 12 januari 2010 grote schade toe.

## Inhoud

### Waarnemingen
Men erkende dat de aardbeving die Haïti begin 2010 trof, het land zowel nieuwe problemen als opportuniteiten bracht. De overheid en andere betrokkenen werden opgeroepen voor geloofwaardige en legitieme presidents- en parlementsverkiezingen te zorgen op 28 november 2010. Ook was de heropbouw van het land cruciaal voor duurzame stabiliteit en moest veiligheid samengaan met sociale en economische ontwikkeling. De donateuren die geld hadden toegezegd op de donorconferentie voor Haïti op 31 maart 2010 werden opgeroepen hun belofte snel na te komen.
Er rees bezorgdheid over het stijgende aantal wapens in circulatie, de groeiende drugshandel en de veiligheid in de vluchtelingenkampen. Respect voor de mensenrechten, de strijd tegen misdaad en seksueel geweld en het beëindigen van de straffeloosheid waren essentieel voor de ordehandhaving.
De MINUSTAH-vredesmacht speelde een sleutelrol voor de stabiliteit en veiligheid in Haïti. De inspanningen die de voormalige Amerikaanse president Bill Clinton zich getroostte als Speciale VN-Gezant om de humanitaire- en ontwikkelingsoperaties te verbeteren, werden verwelkomd.

### Handelingen
MINUSTAH's mandaat werd wederom verlengd, tot 15 oktober 2011. Het aantal manschappen — 8940 troepen en 4391 agenten — bleef gehandhaafd. Haïti en de Haïtiaanse bevolking waren uiteindelijk verantwoordelijk voor de stabilisatie van het land en succesvolle verkiezingen waren hier een belangrijke voorwaarde.
Inmiddels was de opleiding van de Haïtiaanse Nationale Politie hervat. De Raad veroordeelde het vele geweld tegen kinderen en het misbruik van vrouwen en meisjes.

## Verwante resoluties
- Resolutie 1908 Veiligheidsraad Verenigde Naties
- Resolutie 1927 Veiligheidsraad Verenigde Naties
- Resolutie 2012 Veiligheidsraad Verenigde Naties (2011)
- Resolutie 2070 Veiligheidsraad Verenigde Naties (2012)

Lijst ·  1908 ·  1909 ·  1910 ·  1911 ·  1912 ·  1913 ·  1914 ·  1915 ·  1916 ·  1917 ·  1918 ·  1919 ·  1920 ·  1921 ·  1922 ·  1923 ·  1924 ·  1925 ·  1926 ·  1927 ·  1928 ·  1929 ·  1930 ·  1931 ·  1932 ·  1933 ·  1934 ·  1935 ·  1936 ·  1937 ·  1938 ·  1939 ·  1940 ·  1941 ·  1942 ·  1943 ·  1944 ·  1945 ·  1946 ·  1947 ·  1948 ·  1949 ·  1950 ·  1951 ·  1952 ·  1953 ·  1954 ·  1955 ·  1956 ·  1957 ·  1958 ·  1959 ·  1960 ·  1961 ·  1962 ·  1963 ·  1964 ·  1965 ·  1966